# Квинт Марций Филипп (консул 281 года до н. э.)
Квинт Марций Филипп (лат. Quintus Marcius Philippus) — римский политический деятель эпохи Римской республики.
Согласно капитолийским фастам, отец и дед Квинта Марция Филиппа также носили преномен Квинт. Таким образом, его отцом, по всей видимости, был консул 306 и 288 годов до н. э. Квинт Марций Тремул.
В 281 году до н. э. Филипп был избран консулом вместе с Луцием Эмилием Барбулой. 1 апреля того же года он отпраздновал триумф над этрусками и впервые использовал в качестве солдат пролетариев.
В 269 году до н. э. он вместе со своим бывшим коллегой по консульству был цензором. Наконец, в 263 году до н. э. Филипп был назначен магистром конницы при диктаторе Гнее Фульвии Максиме Центумале, избранном для забивания гвоздя в храме Юпитера. Вместо когномена своего отца Квинт принял новое имя Филиппа, которое носили его потомки.